# Davor Romić
Davor Romić (Metković, 4. siječnja 1958.) bivši je hrvatski ministar poljoprivrede. Diplomirao je na Fakultetu poljoprivrednih znanosti Sveučilišta u Zagrebu 1982. a magistrirao 1991. Doktorsku disertaciju "Navodnjavanje zaslanjenim vodama u agroekološkim uvjetima Vranskog bazena" obranio je na Agronomskom fakultetu Sveučilišta u Zagrebu 1994. U dva mandata bio je dekan Agronomskog fakulteta (2006. – 2012). Autor je brojnih znanstvenih i stručnih radova, te nekoliko knjiga.